# Steffen Deibler
Pour les articles homonymes, voir Deibler.
Steffen Deibler, né le 10 juillet 1987 à Biberach an der Riß, est un nageur allemand en activité spécialiste des épreuves de papillon. Il détient actuellement le record du monde du 50 mètres papillon en petit bassin. Il s'est classé quatrième du 100 mètres papillon aux Jeux olympiques de 2012.
Il est le frère aîné de Markus Deibler, autre nageur de haut niveau.

## Palmarès

### Championnats du monde
- Championnats du monde en petit bassin 2010 à Dubaï (Émirats arabes unis) :
  -  Médaille de bronze du 50 m papillon.

### Championnats d'Europe

#### Grand bassin
- Championnats d'Europe 2012 à Debrecen (Hongrie) :
  -  Médaille d'argent au titre du relais 4 × 100 m 4 nages[1].

#### Petit bassin
- Championnats d'Europe en petit bassin 2007 à Debrecen (Hongrie) :
  -  Médaille d'or au titre du relais 4 × 50 m quatre nages.
  -  Médaille de bronze au titre du relais 4 × 50 m nage libre.

- Championnats d'Europe en petit bassin 2008 à Rijeka (Croatie) :
  -  Médaille d'argent au titre du relais 4 × 50 m quatre nages.

- Championnats d'Europe en petit bassin 2010 à Eindhoven (Pays-Bas) :
  -  Médaille d'or du 100 m papillon.
  -  Médaille d'or du 50 m nage libre.
  -  Médaille d'or du 50 m papillon.
  -  Médaille d'or au titre du relais 4 × 50 m quatre nages.
  -  Médaille d'argent au titre du relais 4 × 50 m nage libre.

- Championnats d'Europe en petit bassin 2011 à Szczecin (Pologne) :
  -  Médaille de bronze au titre du relais 4 × 50 m quatre nages.

- Championnats d'Europe en petit bassin 2013 à Herning (Danemark) :
  -  Médaille d'argent du 50 m papillon.
  -  Médaille d'argent au titre du relais 4 × 50 m quatre nages mixte.
  -  Médaille de bronze du 100 m papillon.
  -  Médaille de bronze au titre du relais 4 × 50 m quatre nages.